# والتر لوين
والتر لوين (بالهولندية: Walter Lewin)، والتر هندريك غوستاف لوين هو فيزيائي و‌فلكي هولندي، وأستاذ في معهد ماساتشوستس للتقنية.
والتر لوين لديه حلقات مسجلة في الفيزياء، السلسلة الأولى في الميكانيكا والسلسلة الثانية في الكهرباء و‌المغناطيسية وسلسلة ثالثة في الموجات و‌الاهتزازات. ويتميز البروفيسور والتر لوين في شرحه لتلك المواضيع بالتجارب العلمية التي يجريها في وقت المحاضرة نفسها، طريقة التدريس التي يتبعها والتي تتمثل بالتجارب أثناء الدروس جعلت منه من أحب المدرسين عند الطلاب ويعتبر ملهم لكثير من الطلاب لحب الفيزياء بسبب طريقته الفريدة في عرض جمال مفاهيم الفيزياء.